# Laura Ainsworth
Laura Ainsworth (Suffolk, 1885 - Yorkshire, 1958) fou una mestra i suffragette britànica. Treballà per a la Unió Social i Política de les Dones (WSPU en anglés) i fou una de les lluitadores en vaga de fam a ser alimentada per força. Va deixar el WSPU el 1912 com a protesta per l'expulsió d'Emmeline Pethick-Lawrence, però continuà treballant pel sufragi.

## Trajectòria
Laura Ainsworth nasqué a Blything, Suffolk, i es va criar a Salisbury. Es feu mestra; al 1909, però, va decidir treballar a temps complet per a la Unió Social i Política de les Dones.(1) Coordinà les activitats de la WSPU a les Terres Mitjanes amb la també suffragette Gladice Keevil. Va participar en la protesta del 17 de setembre del 1909 quan Charlotte Marsh i Mary Leigh pujaren a la teulada del centre internacional de convencions Bingley Hall a Birmingham. Protestaven contra l'exclusió de les dones d'una reunió política en què el primer ministre, Herbert Henry Asquith, pronunciava un discurs. Marsh i Leigh llançaren teules al cotxe d'Asquith i a la policia. Les jutjaren i enviaren a la presó Winson Green.
Laura Ainsworth era amb Hugh Franklin al tren en què viatjava Winston Churchill quan li increpà per la seua actitud cap a les sufragistes i provocà una escena en què Franklin fou arrestat i es posà en vaga de fam a la presó. Treballà a la botiga de Premsa Femenina el 1910 i fou organitzadora a Kent, més endavant deixà el WSPU de Newcastle a causa de la divisió en el moviment i va treballar per al vot per a les dones amb la Lliga Política Nacional.

### Alimentació forçada
En protesta per no haver estat tractada com a presonera política, ella, Marsh i Leigh es posaren en vaga de fam. Fou una de les primeres persones en vaga de fam que van ser alimentades per força. Després de ser posada en llibertat, va escriure una carta oberta a la primera dona en vaga de fam, Marion Wallace Dunlop, descrivint la seua experiència. La WSPU aprofità l'oportunitat de publicitat i preparà un cas d'agressió contra les autoritats penitenciàries en el seu nom.(1)

### Si les dones no comptaven, no serien comptades

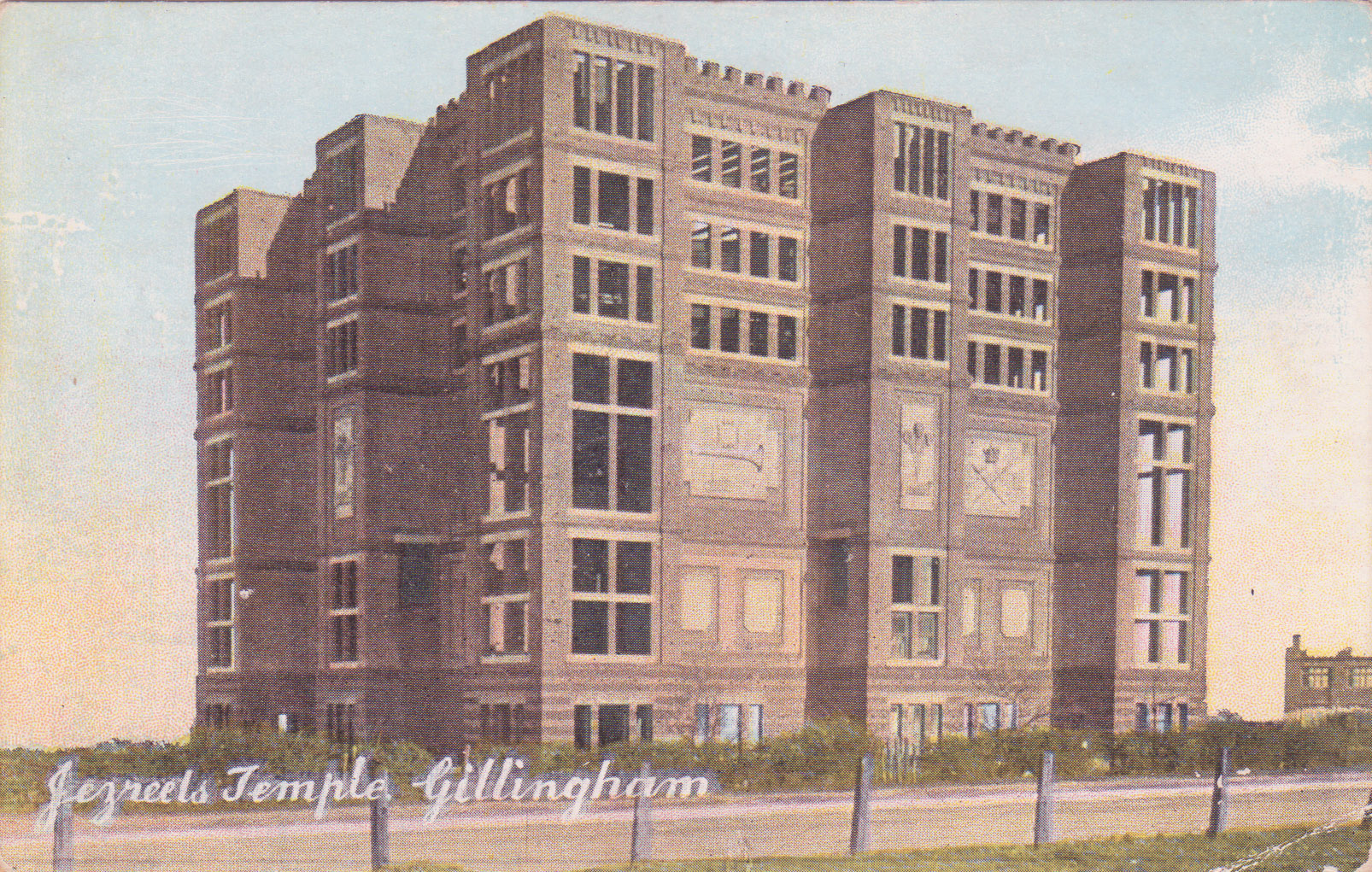
Jezreel's Tower

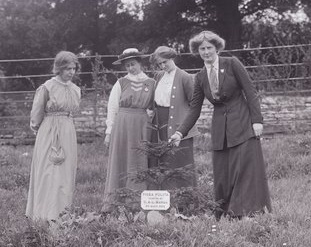
Charlotte Marsh plantant un arbre a Eagle House en presència d'Annie Kenney, Mary Blathwayt i Ainsworth

El 2 d'abril del 1911 fou la nit del cens britànic, quan el govern registrava els detalls dels habitants del Regne Unit. La WSPU, com a part de la seua campanya de desobediència civil, havia decidit que si les dones "no comptaven, llavors no serien comptades". Laura Ainsworth va llogar, amb el suport de la WSPU, una sala utilitzada per una acadèmia de ball en el Jazreel's Hall (la Torre de Jezreel de Gillingham). Més de 40 dones s'hi aplegaren per no ser a casa durant el cens. No obstant això, s'estaven divertint tant que algú avisà a la policia i els enquestadors del cens van anar-hi a comptar-les. L'informe del cens diu "Partit de les Sufragistes reunides a l'Acadèmia de Dansa - 40 en total, 1 home i 39 dones", encara que no aportava cap detall més sobre qui era allí.

### Homenatge
Ainsworth i Marsh foren convidades com a sufragistes eminents a Eagle House de Batheaston a l'abril. Aquesta era la casa familiar de Mary Blathwayt. Hi convidaren les principals suffagettes a plantar arbres per a commemorar els èxits. Es va fer una placa per a registrar cada esdeveniment i el coronel Linley Blathwayt els va fer fotografies. Es plantà un cupressus lawsoniana wisselii per a registrar l'èxit d'Ainsworth i el coronel Blathwayt li feu un retrat.
Laura Ainsworth deixà el WSPU en protesta el 1912 per l'expulsió de Pethick-Lawrence del WSPU. Més tard, participà en la Secció de Dones de la Legió Britànica en la dècada dels 1930. Va morir a Yorkshire el 1958.